# My Way (Calvin Harris)
"My Way" is een nummer van de Schotse DJ en muziekproducent Calvin Harris. Het nummer werd op 16 september door Sony Music Entertainment en Columbia Records uitgebracht. Vijf dagen voor de release van het nummer maakte Harris bekend dat hij het nummer zou uitbrengen. Net zoals zijn vorige nummers "Summer" en "Feel So Close" zingt Harris in zijn nummer. Het nummer behaalde de nummer-1 positie in twee landen. 

## Achtergrondinformatie
Op 6 september 2016 plaatste Harris de cover-art op zijn Twitter en Instagram account zonder het titelnummer. Vele mensen dachten dat de cover ging om het nieuwe nummer dat Harris zou uitbrengen. Vijf dagen voor de release maakte Harris bekend dat het inderdaad om een nieuw nummer ging. "My Way" is een uptempo tropical house-nummer.

## Hitnoteringen

### Nederlandse Top 40
| Hitnotering: 01-10-2016 t/m 18-02-2017 | Hitnotering: 01-10-2016 t/m 18-02-2017 | Hitnotering: 01-10-2016 t/m 18-02-2017 | Hitnotering: 01-10-2016 t/m 18-02-2017 | Hitnotering: 01-10-2016 t/m 18-02-2017 | Hitnotering: 01-10-2016 t/m 18-02-2017 | Hitnotering: 01-10-2016 t/m 18-02-2017 | Hitnotering: 01-10-2016 t/m 18-02-2017 | Hitnotering: 01-10-2016 t/m 18-02-2017 | Hitnotering: 01-10-2016 t/m 18-02-2017 | Hitnotering: 01-10-2016 t/m 18-02-2017 | Hitnotering: 01-10-2016 t/m 18-02-2017 | Hitnotering: 01-10-2016 t/m 18-02-2017 | Hitnotering: 01-10-2016 t/m 18-02-2017 | Hitnotering: 01-10-2016 t/m 18-02-2017 | Hitnotering: 01-10-2016 t/m 18-02-2017 | Hitnotering: 01-10-2016 t/m 18-02-2017 | Hitnotering: 01-10-2016 t/m 18-02-2017 | Hitnotering: 01-10-2016 t/m 18-02-2017 | Hitnotering: 01-10-2016 t/m 18-02-2017 | Hitnotering: 01-10-2016 t/m 18-02-2017 | Hitnotering: 01-10-2016 t/m 18-02-2017 | Hitnotering: 01-10-2016 t/m 18-02-2017 |
| Week:                                  | 1                                      | 2                                      | 3                                      | 4                                      | 5                                      | 6                                      | 7                                      | 8                                      | 9                                      | 10                                     | 11                                     | 12                                     | 13                                     | 14                                     | 15                                     | 16                                     | 17                                     | 18                                     | 19                                     | 20                                     | 21                                     |                                        |
| -------------------------------------- | -------------------------------------- | -------------------------------------- | -------------------------------------- | -------------------------------------- | -------------------------------------- | -------------------------------------- | -------------------------------------- | -------------------------------------- | -------------------------------------- | -------------------------------------- | -------------------------------------- | -------------------------------------- | -------------------------------------- | -------------------------------------- | -------------------------------------- | -------------------------------------- | -------------------------------------- | -------------------------------------- | -------------------------------------- | -------------------------------------- | -------------------------------------- | -------------------------------------- |
| Positie:                               | 24                                     | 13                                     | 8                                      | 6                                      | 4                                      | 4                                      | 5                                      | 6                                      | 7                                      | 7                                      | 7                                      | 6                                      | 4                                      | 4                                      | 5                                      | 10                                     | 16                                     | 22                                     | 27                                     | 36                                     | 40                                     | uit                                    |

### NederlandseSingle Top 100
| Hitnotering: 24-09-2016 t/m 11-03-2017 | Hitnotering: 24-09-2016 t/m 11-03-2017 | Hitnotering: 24-09-2016 t/m 11-03-2017 | Hitnotering: 24-09-2016 t/m 11-03-2017 | Hitnotering: 24-09-2016 t/m 11-03-2017 | Hitnotering: 24-09-2016 t/m 11-03-2017 | Hitnotering: 24-09-2016 t/m 11-03-2017 | Hitnotering: 24-09-2016 t/m 11-03-2017 | Hitnotering: 24-09-2016 t/m 11-03-2017 | Hitnotering: 24-09-2016 t/m 11-03-2017 | Hitnotering: 24-09-2016 t/m 11-03-2017 | Hitnotering: 24-09-2016 t/m 11-03-2017 | Hitnotering: 24-09-2016 t/m 11-03-2017 | Hitnotering: 24-09-2016 t/m 11-03-2017 | Hitnotering: 24-09-2016 t/m 11-03-2017 | Hitnotering: 24-09-2016 t/m 11-03-2017 | Hitnotering: 24-09-2016 t/m 11-03-2017 | Hitnotering: 24-09-2016 t/m 11-03-2017 | Hitnotering: 24-09-2016 t/m 11-03-2017 | Hitnotering: 24-09-2016 t/m 11-03-2017 | Hitnotering: 24-09-2016 t/m 11-03-2017 | Hitnotering: 24-09-2016 t/m 11-03-2017 | Hitnotering: 24-09-2016 t/m 11-03-2017 | Hitnotering: 24-09-2016 t/m 11-03-2017 | Hitnotering: 24-09-2016 t/m 11-03-2017 | Hitnotering: 24-09-2016 t/m 11-03-2017 | Hitnotering: 24-09-2016 t/m 11-03-2017 |
| Week:                                  | 1                                      | 2                                      | 3                                      | 4                                      | 5                                      | 6                                      | 7                                      | 8                                      | 9                                      | 10                                     | 11                                     | 12                                     | 13                                     | 14                                     | 15                                     | 16                                     | 17                                     | 18                                     | 19                                     | 20                                     | 21                                     | 22                                     | 23                                     | 24                                     | 25                                     |                                        |
| -------------------------------------- | -------------------------------------- | -------------------------------------- | -------------------------------------- | -------------------------------------- | -------------------------------------- | -------------------------------------- | -------------------------------------- | -------------------------------------- | -------------------------------------- | -------------------------------------- | -------------------------------------- | -------------------------------------- | -------------------------------------- | -------------------------------------- | -------------------------------------- | -------------------------------------- | -------------------------------------- | -------------------------------------- | -------------------------------------- | -------------------------------------- | -------------------------------------- | -------------------------------------- | -------------------------------------- | -------------------------------------- | -------------------------------------- | -------------------------------------- |
| Positie:                               | 46                                     | 21                                     | 13                                     | 10                                     | 9                                      | 8                                      | 7                                      | 6                                      | 7                                      | 9                                      | 13                                     | 13                                     | 15                                     | 18                                     | 27                                     | 27                                     | 27                                     | 31                                     | 32                                     | 46                                     | 40                                     | 67                                     | 49                                     | 85                                     | 99                                     | uit                                    |

### VlaamseUltratop 50
| Hitnotering: 01-10-2016 t/m 04-02-2017 | Hitnotering: 01-10-2016 t/m 04-02-2017 | Hitnotering: 01-10-2016 t/m 04-02-2017 | Hitnotering: 01-10-2016 t/m 04-02-2017 | Hitnotering: 01-10-2016 t/m 04-02-2017 | Hitnotering: 01-10-2016 t/m 04-02-2017 | Hitnotering: 01-10-2016 t/m 04-02-2017 | Hitnotering: 01-10-2016 t/m 04-02-2017 | Hitnotering: 01-10-2016 t/m 04-02-2017 | Hitnotering: 01-10-2016 t/m 04-02-2017 | Hitnotering: 01-10-2016 t/m 04-02-2017 | Hitnotering: 01-10-2016 t/m 04-02-2017 | Hitnotering: 01-10-2016 t/m 04-02-2017 | Hitnotering: 01-10-2016 t/m 04-02-2017 | Hitnotering: 01-10-2016 t/m 04-02-2017 | Hitnotering: 01-10-2016 t/m 04-02-2017 | Hitnotering: 01-10-2016 t/m 04-02-2017 | Hitnotering: 01-10-2016 t/m 04-02-2017 | Hitnotering: 01-10-2016 t/m 04-02-2017 | Hitnotering: 01-10-2016 t/m 04-02-2017 | Hitnotering: 01-10-2016 t/m 04-02-2017 |
| Week:                                  | 1                                      | 2                                      | 3                                      | 4                                      | 5                                      | 6                                      | 7                                      | 8                                      | 9                                      | 10                                     | 11                                     | 12                                     | 13                                     | 14                                     | 15                                     | 16                                     | 17                                     | 18                                     | 19                                     |                                        |
| -------------------------------------- | -------------------------------------- | -------------------------------------- | -------------------------------------- | -------------------------------------- | -------------------------------------- | -------------------------------------- | -------------------------------------- | -------------------------------------- | -------------------------------------- | -------------------------------------- | -------------------------------------- | -------------------------------------- | -------------------------------------- | -------------------------------------- | -------------------------------------- | -------------------------------------- | -------------------------------------- | -------------------------------------- | -------------------------------------- | -------------------------------------- |
| Positie:                               | 15                                     | 10                                     | 5                                      | 5                                      | 6                                      | 6                                      | 7                                      | 8                                      | 8                                      | 10                                     | 12                                     | 13                                     | 19                                     | 9                                      | 23                                     | 29                                     | 30                                     | 30                                     | 38                                     | uit                                    |

## Releasedata
| Land             | Releasedatum      | Formaat        | Label    |
| ---------------- | ----------------- | -------------- | -------- |
| Wereldwijd       | 16 september 2016 | Muziekdownload | Sony     |
| Verenigde Staten | 20 september 2016 | Radio          | Columbia |